# Mirador de Los Mansuetos

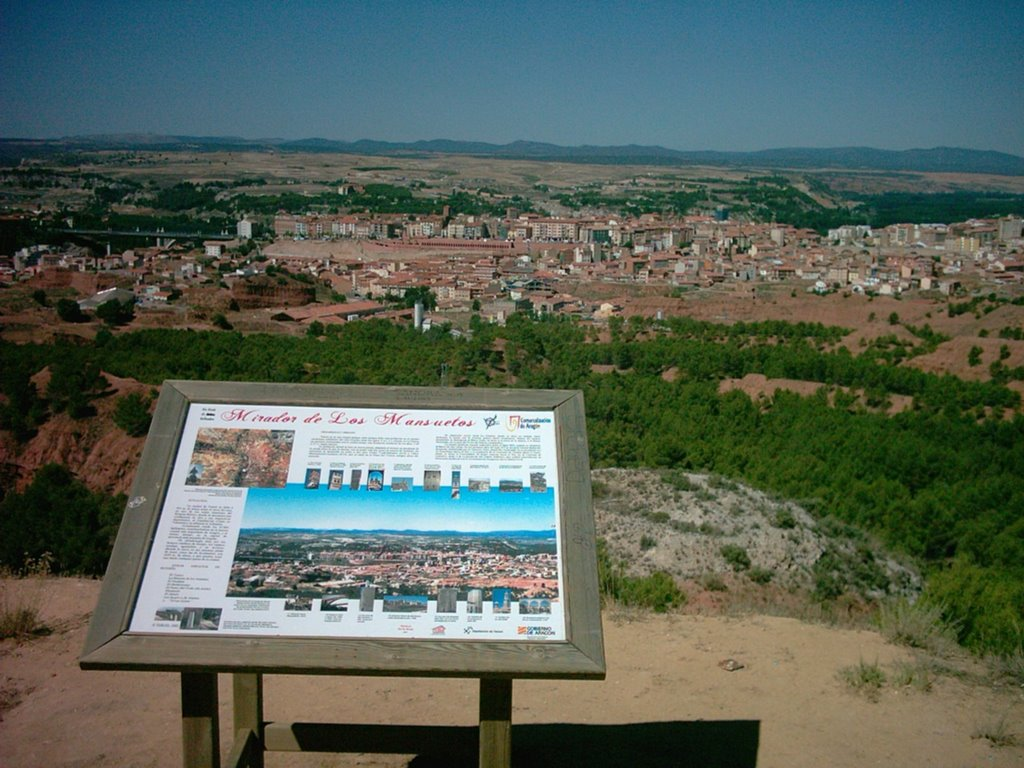
Mirador de los Mansuetos

Es el principal mirador de la ciudad de Teruel dedicado al turismo. Está situado en un espacio adyacente del Camino de Santa Bárbara.
Sus instalaciones consisten en una acceso limitado a peatones, un vallado, el acceso a diferentes senderos locales homologados y la información de una mesa de interpretación de la ciudad y las diferentes áreas de su entorno paisajístico inmediato, realizada en 2002 por Juan José Barragán.
Su interés radica en ofrecernos la mejor vista de la ciudad, desde un pinar autóctono, donde se pueden reconocer los principales elementos patrimoniales de Teruel, como el centro histórico, sus murallas, torres mudéjares, el acueducto, los dos viaductos, la catedral y otros edificios e iglesias.
También resulta interesante la vista sobre la propia situación geográfica de Teruel, en una muela sobre el cauce de los ríos Guadalaviar y Alfambra.
Sobre el entorno paisajístico, se pueden apreciar diversos espacios como la Depresión del Jiloca, el Paisaje Protegido de Los Pinares del Rodeno, situado en la Sierra de Albarracín, o las pistas de esquí de Javalambre, sobre el pico de su nombre.
- Datos: Q24937209